# پیرتر (ترانه جرج مایکل)
«پیرتر» تک‌آهنگی از هنرمند اهل بریتانیا جرج مایکل است که در سال ۱۹۹۷ میلادی منتشر شد. این تک‌آهنگ در آلبوم پیرتر قرار داشت.